# Canon Rock
"Canon Rock" foi uma adaptação da música Cânone em Ré Maior de Pachelbel, composta por Jerry Chang, conhecido como JerryC e tocada pelo guitarrista Herman Li da banda de rock DragonForce. A composição tem uma variedade de licks melódicos (mais adequado para guitarristas experientes) mostrando os seus fraseados e a sua habilidade e destreza. A música ficou popular quando JerryC postou um vídeo na internet tocando o Canon Rock. É um dos vídeos mais acessados do YouTube. O vídeo e o compositor ficaram tão famosos ao ponto de estarem em shows de TV, outdoors, revistas.

## Covers
Talvez, se não o mais famoso cover do Canon Rock foi feito pelo sul-coreano Lim-Jeong-hyun, mais conhecido como funtwo, seu "nick" na internet. Muitos outros covers também postaram seus vídeos no YouTube, fazendo a música se tornar popular em toda a internet.